# Lijst van geregistreerde aanduidingen voor Provinciale Statenverkiezingen (Zuid-Holland)
Hieronder staat een lijst van geregistreerde aanduidingen voor Provinciale Statenverkiezingen in de Nederlandse provincie Zuid-Holland.
Het stelsel dateert van 1989 (het jaar van inwerkingtreding van de Kieswet). De aanduidingen worden met een oplopend nummer door het centraal stembureau van de provincie in een register ingeschreven; zij worden vervolgens gepubliceerd in de Staatscourant.
Een organisatie die een aanduiding heeft laten registreren in het landelijke register voor de Tweede Kamerverkiezingen is tevens gerechtigd met deze aanduiding zonder nadere registratie deel te nemen aan verkiezingen voor de Provinciale Staten.
Een organisatie die een aanduiding heeft laten registreren in het provinciale register is tevens gerechtigd met deze aanduiding zonder nadere registratie deel te nemen aan gemeenteraadsverkiezingen in die provincie.
Kleurcodering
-  is in de zittingsperiode 2019-2023 vertegenwoordigd in de Provinciale Staten van Zuid-Holland;
-  is in het verleden vertegenwoordigd geweest in de Provinciale Staten;
-  heeft deelgenomen aan verkiezingen voor de Provinciale Staten zonder een zetel te behalen;
-  heeft niet deelgenomen aan verkiezingen voor de Provinciale Staten;[b]
-  is ingeschreven ná de laatst gehouden verkiezingen voor de Provinciale Staten.

| Registratie- nummer | Huidige of laatste aanduiding         | Vorige aanduiding(en)                                       | Ingeschreven     | Geschrapt        |
| ------------------- | ------------------------------------- | ----------------------------------------------------------- | ---------------- | ---------------- |
| 1                   | Vooruitstrevende Volkspartij (V.V.P.) |                                                             | 8 december 1997  | [ c ]            |
| 2                   | Onafhankelijken Zuid-Holland          |                                                             | 23 november 1998 | 31 december 2002 |
| 3                   | Platform Lokale Partijen              | Leefbaar Zuid-Holland (tot 28 december 2010)                | 23 april 2002    | 21 april 2015    |
| 4                   | Politieke Partij "Alianza"            |                                                             | 13 januari 2003  | 28 december 2010 |
| 5                   | N-sap                                 |                                                             | 13 januari 2003  | 28 december 2010 |
| 6                   | Democratisch Platform Nederland       |                                                             | 13 januari 2003  | 28 december 2010 |
| 7                   | MOOI ZUID-HOLLAND                     |                                                             | 13 januari 2003  | 28 december 2010 |
| 8                   | Lokaal Zuid-Holland                   |                                                             | 21 december 2006 | 29 maart 2011    |
| 9                   | GBZH                                  |                                                             | 28 december 2010 | 29 maart 2011    |
| 10                  | StemNL                                |                                                             | 22 december 2014 | 21 april 2015    |
| 11                  | Lokale Partijen Zuid-Holland          | Verenigde Lokale Partijen Zuid-Holland (tot 9 januari 2019) | 22 december 2014 |                  |
| -                   | NIDA                                  |                                                             | 24 december 2018 |                  |
| -                   | AWP voor water, klimaat en natuur     |                                                             | 25 november 2022 |                  |
| -                   | OuderenPartij Zuid-Holland            |                                                             | 15 december 2022 |                  |